# Eugène Favand
Pour les articles homonymes, voir Favand.
Edouard Etienne Charles Eugène Favand est un homme politique français, né le 6 avril 1793 à Alès (Gard) et mort le 13 mars 1854 dans la même ville. Il est le neveu du général Eugène Édouard Boyer de Peyreleau.

## Mandats
- Député du Gard, groupe la Montagne, (1848-1849, 1850-1851)

## Sources
- « Eugène Favand », dans Adolphe Robert et Gaston Cougny, Dictionnaire des parlementaires français, Edgar Bourloton, 1889-1891 [détail de l’édition]